# Secretaria d'Estat de Política Territorial i Funció Pública
La Secretaria d'Estat de Política Territorial i Funció Pública d'Espanya és una Secretaria d'Estat de l'actual Ministeri de Política Territorial i Funció Pública. Substituí en 2020 les antigues Secretaria d'Estat de Política Territorial i la Secretaria d'Estat de Funció Pública.

## Titulars
- Francisco Hernández Spínola (2020-)[1] com a Secretari d'Estat de Política Territorial i Funció Pública.